# Lycium cylindricum
Lycium cylindricum là loài thực vật có hoa trong họ Cà. Loài này được Kuang & A. M. Lu mô tả khoa học đầu tiên năm 1978.